# Labastidette
Labastidette település Franciaországban, Haute-Garonne megyében. Lakosainak száma 2946 fő (2022. január 1.). Labastidette Saint-Clar-de-Rivière, Lherm és Muret községekkel határos.

## Népesség
A település népességének változása:
| Lakosok száma | 307  | 656  | 980  | 1785 | 2327 | 2443 | 2563 | 2938 | 2940 | 2946 |
|               | 1968 | 1982 | 1990 | 2006 | 2013 | 2015 | 2017 | 2019 | 2020 | 2022 |